# Jami Gertz
Jami Beth Gertz (Chicago, 28 ottobre 1965) è un'attrice statunitense.

## Biografia
Nata e cresciuta a Chicago, nell'Illinois, in una famiglia ebraica masoretica, la Gertz deve la sua notorietà ai suoi primi ruoli in Ragazzi perduti, Quicksilver, Al di là di tutti i limiti e nella breve serie televisiva degli anni ottanta Zero in condotta, con Sarah Jessica Parker. È anche conosciuta per aver interpretato il film Twister (1996) e, dal 2002 al 2006, la sit com della CBS Still Standing con Mark Addy. Ha interpretato la dottoressa Nina Pomerantz nella stagione del 1997 di E.R. - Medici in prima linea.

## Filmografia parziale

### Cinema
- Amore senza fine (Endless Love), regia di Franco Zeffirelli (1981)
- Sixteen Candles - Un compleanno da ricordare (Sixteen Candles), regia di John Hughes (1984)
- I guerrieri del sole (Solarbabies), regia di Alan Johnson (1986)
- Mississippi Adventure (Crossroads), regia di Walter Hill (1986)
- Quicksilver - Soldi senza fatica (Quicksilver), regia di Thomas Michael Donnelly (1986)
- Ragazzi perduti (The Lost Boys), regia di Joel Schumacher (1987)
- Al di là di tutti i limiti (Less Than Zero), regia di Marek Kanievska (1987)
- Doppia verità (Listen to Me), regia di Douglas Day Stewart (1989)
- Faccia di rame (Renegades), regia di Jack Sholder (1989)
- Non dirle chi sono (Don't Tell Her It's Me), regia di Malcolm Mowbray (1990)
- Scappatella con il morto (Sibling rivalry), regia di Carl Reiner (1990)
- Quell'uomo sarà mio (Jersey Girl), regia di David Burton Morris (1992)
- Twister, regia di Jan de Bont (1996)
- Al passo con gli Stein (Keeping Up with the Steins), regia di Scott Marshall (2006)
- Dealin' With Idiots, regia di Jeff Garlin (2013)
- I Want You Back, regia di Jason Orley (2022)

### Televisione
- L'albero delle mele (The Facts of Life) – serie TV (1983-84)
- Dreams – serie TV, 12 episodi (1984)
- Listen to Me - Parlami di te – film TV, regia Douglas Day Stewart (1989)
- Seinfeld – serie TV, episodio 5x12 (1994)
- Still Standing – serie TV (2002-2006)
- Amore sotto copertura - Undercover Christmas – film TV (2003)
- Ally McBeal – serie TV (2000-2002)
- Modern Family – serie TV, 1 episodio (2010-2011)
- Vicini del terzo tipo (The Neighbors) – serie TV (2012-2014)

### Videoclip
- Stick Around di Julian Lennon, regia di Jerry Kramer, Douglas Brian Martin (1986) - cameo

## Doppiatrici italiane
Nelle versioni in italiano delle opere in cui ha recitato, Jami Gertz è stata doppiata da:
- Francesca Fiorentini in Al passo con gli Stein, Vicini del terzo tipo, I Want You Back
- Valentina Mari in Sixteen Candles - Un compleanno da ricordare
- Roberta Paladini in I guerrieri del sole
- Ilaria Stagni in Mississippi Adventure
- Monica Gravina in Ragazzi perduti
- Georgia Lepore in Al di là di tutti i limiti
- Emanuela Rossi in Faccia di rame
- Cristina Boraschi in Scappatella con il morto
- Paola Valentini in Twister
- Roberta Greganti in Still Standing